# Europaspiele 2015/Teilnehmer (Tschechien)
| Gelbes Symbol für Goldmedaillen mit stilisierten Olympischen Ringen | Graues Symbol für Silbermedaillen mit stilisierten Olympischen Ringen | Braundes Symbol für Bronzemedaillen mit stilisierten Olympischen Ringen |
| ------------------------------------------------------------------- | --------------------------------------------------------------------- | ----------------------------------------------------------------------- |
| —                                                                   | 2                                                                     | 5                                                                       |

Tschechien nahm in Baku an den Europaspielen 2015 teil. Vom Český olympijský výbor wurden 126 Athleten in 15 Sportarten nominiert.

## Badminton
| Athleten                          | Wettbewerb | Gruppenphase                         | Gruppenphase        | Gruppenphase | Gruppenphase | Achtelfinale               | Achtelfinale | Viertelfinale | Viertelfinale       | Halbfinale | Halbfinale | Finale | Finale   | Rang |
| Athleten                          | Wettbewerb | Gegner                               | Ergebnis            | Punkte       | Rang         | Gegner                     | Ergebnis     | Gegner        | Ergebnis            | Gegner     | Ergebnis   | Gegner | Ergebnis | Rang |
| --------------------------------- | ---------- | ------------------------------------ | ------------------- | ------------ | ------------ | -------------------------- | ------------ | ------------- | ------------------- | ---------- | ---------- | ------ | -------- | ---- |
| Frauen                            |            |                                      |                     |              |              |                            |              |               |                     |            |            |        |          |      |
| Kristína Ludíková                 | Einzel     | Jana Čižnárová                       | 21:13, 21:11        | 6            | 1            | Lianne Tan                 | 16:21, 18:21 | –             | –                   | –          | –          | –      | –        |      |
| Kristína Ludíková                 | Einzel     | Kaja Stanković                       | 21:10, 21:12        | 6            | 1            | Lianne Tan                 | 16:21, 18:21 | –             | –                   | –          | –          | –      | –        |      |
| Kristína Ludíková                 | Einzel     | Jeanine Cicognini                    | 21:10, 21:6         | 6            | 1            | Lianne Tan                 | 16:21, 18:21 | –             | –                   | –          | –          | –      | –        |      |
| Kateřina Tomalová, Šárka Křížková | Doppel     | Laura Molina, Haideé Ojeda           | 9:21, 10:21         | 2            | 3            | –                          | –            | –             | –                   | –          | –          | –      | –        |      |
| Kateřina Tomalová, Šárka Křížková | Doppel     | Özge Bayrak, Neslihan Yiğit          | 20:22, 8:21         | 2            | 3            | –                          | –            | –             | –                   | –          | –          | –      | –        |      |
| Kateřina Tomalová, Šárka Křížková | Doppel     | Katarina Galenić, Staša Poznanović   | 21:17, 21:14        | 2            | 3            | –                          | –            | –             | –                   | –          | –          | –      | –        |      |
| Männer                            |            |                                      |                     |              |              |                            |              |               |                     |            |            |        |          |      |
| Petr Koukal                       | Einzel     | Mathias Bonny                        | 21:16, 21:14        | 6            | 1            | Luka Wraber                | 21:12, 21:16 | Dieter Domke  | 18:21, 21:18, 17:21 | –          | –          | –      | –        |      |
| Petr Koukal                       | Einzel     | Emre Vural                           | 21:13, 21:8         | 6            | 1            | Luka Wraber                | 21:12, 21:16 | Dieter Domke  | 18:21, 21:18, 17:21 | –          | –          | –      | –        |      |
| Petr Koukal                       | Einzel     | Igor Bjelan                          | 21:6, 21:13         | 6            | 1            | Luka Wraber                | 21:12, 21:16 | Dieter Domke  | 18:21, 21:18, 17:21 | –          | –          | –      | –        |      |
| Pavel Florián, Ondřej Kopřiva     | Doppel     | Joshua Magee, Sam Magee              | 16:21, 7:21         | 2            | 3            | –                          | –            | –             | –                   | –          | –          | –      | –        |      |
| Pavel Florián, Ondřej Kopřiva     | Doppel     | Mathias Boe, Carsten Mogensen        | 5:21, 8:21          | 2            | 3            | –                          | –            | –             | –                   | –          | –          | –      | –        |      |
| Pavel Florián, Ondřej Kopřiva     | Doppel     | Ângelo Silva, Ricardo Silva          | 21:15, 21:18        | 2            | 3            | –                          | –            | –             | –                   | –          | –          | –      | –        |      |
| Mixed                             |            |                                      |                     |              |              |                            |              |               |                     |            |            |        |          |      |
| Jakub Bitman, Alžběta Bášová      | Doppel     | Povilas Bartušis, Vytautė Fomkinaitė | 21:8, 21:17         | 4            | 2            | Niclas Norh, Sara Thygesen | 21:23, 12:21 | –             | –                   | –          | –          | –      | –        |      |
| Jakub Bitman, Alžběta Bášová      | Doppel     | Samuel Cali, Fiorella Sadowski       | 21:6, 21:6          | 4            | 2            | Niclas Norh, Sara Thygesen | 21:23, 12:21 | –             | –                   | –          | –          | –      | –        |      |
| Jakub Bitman, Alžběta Bášová      | Doppel     | Sam Magee, Chloe Magee               | 11:21, 21:19, 14:21 | 4            | 2            | Niclas Norh, Sara Thygesen | 21:23, 12:21 | –             | –                   | –          | –          | –      | –        |      |

## Basketball 3x3
| Athleten                                                             | Gruppenphase                                    | Achtelfinale | Achtelfinale | Viertelfinale | Viertelfinale | Halbfinale | Halbfinale | Finale/Spiel um Bronze | Finale/Spiel um Bronze | Rang |
| Athleten                                                             | Gruppenphase                                    | Gegner       | Ergebnis     | Gegner        | Ergebnis      | Gegner     | Ergebnis   | Gegner                 | Ergebnis               | Rang |
| -------------------------------------------------------------------- | ----------------------------------------------- | ------------ | ------------ | ------------- | ------------- | ---------- | ---------- | ---------------------- | ---------------------- | ---- |
| Frauen                                                               |                                                 |              |              |               |               |            |            |                        |                        |      |
| Romana Stehlíková Veronika Vlková Tereza Vorlová Kateřina Zavázalová | Ukraine 11:15 Belgien 19:15 Türkei 21:6         | Irland       | 13:17        | –             | –             | –          | –          | –                      | –                      |      |
| Männer                                                               |                                                 |              |              |               |               |            |            |                        |                        |      |
| Kamil Švrdlík Jan Tomanec Roman Zachrla Filip Zbránek                | Aserbaidschan 14:17 Andorra 20:11 Schweiz 21:10 | Rumänien     | 18:16        | Russland      | 18:21         | –          | –          | –                      | –                      |      |

## Beachvolleyball
| Athleten                              | Gruppenphase                                 | 1. Runde (32er)                           | 1. Runde (32er) | Achtelfinale                          | Achtelfinale | Viertelfinale                                | Viertelfinale | Halbfinale                     | Halbfinale | Finale/Spiel um Bronze            | Finale/Spiel um Bronze | Rang   |
| Athleten                              | Gruppenphase                                 | Gegner                                    | Ergebnis        | Gegner                                | Ergebnis     | Gegner                                       | Ergebnis      | Gegner                         | Ergebnis   | Gegner                            | Ergebnis               | Rang   |
| ------------------------------------- | -------------------------------------------- | ----------------------------------------- | --------------- | ------------------------------------- | ------------ | -------------------------------------------- | ------------- | ------------------------------ | ---------- | --------------------------------- | ---------------------- | ------ |
| Frauen                                |                                              |                                           |                 |                                       |              |                                              |               |                                |            |                                   |                        |        |
| Eliška Gálová, Karolina Řeháčková     | Ukraine 2:0 Polen 0:2 Aserbaidschan 2:1      | Amaranta Fernández, Esther Rivera         | 2:1             | Ieva Dumbauskaitė, Monika Povilaitytė | 0:2          | –                                            | –             | –                              | –          | –                                 | –                      |        |
| Martina Jakubšová, Diana Žolnerčíková | Lettland 2:1 Österreich 0:2 Italien 1:2      | –                                         | –               | Iuliia Karimova, Raquel Ferreira      | 2:0          | Ángela Lobato Herrero, Paula Soria Gutiérrez | 1:2           | –                              | –          | –                                 | –                      |        |
| Männer                                |                                              |                                           |                 |                                       |              |                                              |               |                                |            |                                   |                        |        |
| Jan Dumek, Robert Kufa                | Aserbaidschan 2:0 Schweiz 1:2 Frankreich 1:2 | Georgios Kotsilianos, Nikos Zoupanis      | 2:1             | Gabriel Kissling, Alexei Strasser     | 0:2          | –                                            | –             | –                              | –          | –                                 | –                      |        |
| Jan Hadrava, Přemysl Kubala           | Niederlande 2:0 Türkei 2:0 Israel 1:2        | Christian García, Francisco Alfredo Marco | 2:1             | Alex Ranghieri, Enrico Rossi          | 2:1          | Marco Krattiger, Sébastien Chevallier        | 2:0           | Mārtiņš Pļaviņš, Haralds Regža | 0:2        | Gabriel Kissling, Alexei Strasser | 2:0                    | Bronze |

## Boxen
| Athleten             | Wettbewerb                    | 1. Runde (32er) | 1. Runde (32er) | Achtelfinale          | Achtelfinale | Viertelfinale | Viertelfinale | Halbfinale | Halbfinale | Finale | Finale   | Rang |
| Athleten             | Wettbewerb                    | Gegner          | Ergebnis        | Gegner                | Ergebnis     | Gegner        | Ergebnis      | Gegner     | Ergebnis   | Gegner | Ergebnis | Rang |
| -------------------- | ----------------------------- | --------------- | --------------- | --------------------- | ------------ | ------------- | ------------- | ---------- | ---------- | ------ | -------- | ---- |
| Frauen               |                               |                 |                 |                       |              |               |               |            |            |        |          |      |
| Martina Schmoranzová | Weltergewicht bis 64 kg       | –               | –               | Anastassija Beljakowa | 0:3          | –             | –             | –          | –          | –      | –        |      |
| Männer               |                               |                 |                 |                       |              |               |               |            |            |        |          |      |
| Vít Král             | Mittelgewicht bis 75 kg       | Dmitri Tretyak  | 0:3             | –                     | –            | –             | –             | –          | –          | –      | –        |      |
| David Hošek          | Schwergewicht bis 91 kg       | Gevorg Manukian | 0:3             | –                     | –            | –             | –             | –          | –          | –      | –        |      |
| Daniel Táborský      | Superschwergewicht über 91 kg | –               | –               | Yan Sudzilouski       | 0:3          | –             | –             | –          | –          | –      | –        |      |

## Fechten
| Athleten              | Wettbewerb     | Gruppenphase | Gruppenphase | 1. Runde (32er)     | 1. Runde (32er) | Achtelfinale | Achtelfinale | Viertelfinale | Viertelfinale | Halbfinale / Klassifikation | Halbfinale / Klassifikation | Finale / Platzierung | Finale / Platzierung | Rang |
| Athleten              | Wettbewerb     | Bilanz       | Platzierung  | Gegner              | Ergebnis        | Gegner       | Ergebnis     | Gegner        | Ergebnis      | Gegner                      | Ergebnis                    | Gegner               | Ergebnis             | Rang |
| --------------------- | -------------- | ------------ | ------------ | ------------------- | --------------- | ------------ | ------------ | ------------- | ------------- | --------------------------- | --------------------------- | -------------------- | -------------------- | ---- |
| Frauen                |                |              |              |                     |                 |              |              |               |               |                             |                             |                      |                      |      |
| Andrea Bímová         | Florett Einzel | 1:4 Siege    | 6            | Anastassija Iwanowa | 5:15            | –            | –            | –             | –             | –                           | –                           | –                    | –                    |      |
| Klára Hanzlíková      | Säbel Einzel   | 0:5 Siege    | 6            | –                   | –               | –            | –            | –             | –             | –                           | –                           | –                    | –                    |      |
| Männer                |                |              |              |                     |                 |              |              |               |               |                             |                             |                      |                      |      |
| Alexander Choupenitch | Florett Einzel | 4:1 Siege    | 1            | Damiano Rosatelli   | 14:15           | –            | –            | –             | –             | –                           | –                           | –                    | –                    |      |

## Judo
| Athleten                                                            | Wettbewerb         | 1. Runde         | 1. Runde  | 2. Runde            | 2. Runde  | Achtelfinale    | Achtelfinale | Viertelfinale  | Viertelfinale | Hoffnungsrunde Halbfinale | Hoffnungsrunde Halbfinale | Halbfinale    | Halbfinale | Hoffnungsrunde Finale | Hoffnungsrunde Finale | Finale / Kampf um Bronze | Finale / Kampf um Bronze | Rang   |
| Athleten                                                            | Wettbewerb         | Gegner           | Ergebnis  | Gegner              | Ergebnis  | Gegner          | Ergebnis     | Gegner         | Ergebnis      | Gegner                    | Ergebnis                  | Gegner        | Ergebnis   | Gegner                | Ergebnis              | Gegner                   | Ergebnis                 | Rang   |
| ------------------------------------------------------------------- | ------------------ | ---------------- | --------- | ------------------- | --------- | --------------- | ------------ | -------------- | ------------- | ------------------------- | ------------------------- | ------------- | ---------- | --------------------- | --------------------- | ------------------------ | ------------------------ | ------ |
| Frauen                                                              |                    |                  |           |                     |           |                 |              |                |               |                           |                           |               |            |                       |                       |                          |                          |        |
| Alena Eiglová                                                       | Klasse bis 70 kg   | –                | –         | María Bernabéu      | 0000-1001 | –               | –            | –              | –             | –                         | –                         | –             | –          | –                     | –                     | –                        | –                        |        |
| Männer                                                              |                    |                  |           |                     |           |                 |              |                |               |                           |                           |               |            |                       |                       |                          |                          |        |
| Pavel Petřikov                                                      | Klasse bis 60 kg   | –                | –         | Nuno Carvalho       | 0000-0003 | Beslan Mudranow | 0002-1110    | –              | –             | –                         | –                         | –             | –          | –                     | –                     | –                        | –                        |        |
| Jakub Ječmínek                                                      | Klasse bis 73 kg   | –                | –         | Pierre Duprat       | 0002-1000 | –               | –            | –              | –             | –                         | –                         | –             | –          | –                     | –                     | –                        | –                        |        |
| Jaromír Ježek                                                       | Klasse bis 73 kg   | Christopher Völk | 1002-0002 | Rustam Orujov       | 100-000   | Nikola Gušić    | 0021-1011    | –              | –             | –                         | –                         | –             | –          | –                     | –                     | –                        | –                        |        |
| Jaromír Musil                                                       | Klasse bis 81 kg   | Gašper Jerman    | 0001-0002 | László Csoknyai     | 0001-1001 | –               | –            | –              | –             | –                         | –                         | –             | –          | –                     | –                     | –                        | –                        |        |
| Alexandr Jurečka                                                    | Klasse bis 90 kg   | –                | –         | Quedjau Nhabali     | 0001-0103 | –               | –            | –              | –             | –                         | –                         | –             | –          | –                     | –                     | –                        | –                        |        |
| David Klammert                                                      | Klasse bis 90 kg   | –                | –         | Dmitrij Gerasimenko | 0002-1002 | –               | –            | –              | –             | –                         | –                         | –             | –          | –                     | –                     | –                        | –                        |        |
| Lukáš Krpálek                                                       | Klasse bis 100 kg  | –                | –         | –                   | –         | Elxan Məmmədov  | 1001-0002    | Toma Nikiforov | 0000-0001     | –                         | –                         | Cyrille Maret | 1000-0001  | –                     | –                     | Henk Grol                | 0000-0013                | Silber |
| Michal Horák                                                        | Klasse über 100 kg | –                | –         | Or Sasson           | 0002-0011 | –               | –            | –              | –             | –                         | –                         | –             | –          | –                     | –                     | –                        | –                        |        |
| Horák, Ječmínek, Ježek, Jurečka, Klammert, Krpálek, Musil, Petřikov | Mannschaft         | –                | –         | –                   | –         | Spanien         | 4:1          | Georgien       | 0:5           | Deutschland               | 1:4                       | –             | –          | –                     | –                     | –                        | –                        |        |

## Kanu
| Athleten                                                          | Wettbewerb | Vorlauf    | Vorlauf | Halbfinale | Halbfinale | Finale     | Finale | Rang   |
| Athleten                                                          | Wettbewerb | Zeit (min) | Rang    | Zeit (min) | Rang       | Zeit (min) | Rang   | Rang   |
| ----------------------------------------------------------------- | ---------- | ---------- | ------- | ---------- | ---------- | ---------- | ------ | ------ |
| Frauen                                                            |            |            |         |            |            |            |        |        |
| Anna Kožíšková                                                    | K1 5000 m  | -          | -       | -          | -          | 24:10,193  | 11     | 11     |
| Anna Kožíšková Monika Machová Lucie Matoušková Michaela Mlezivová | K4 500 m   | 1:33,308   | 6       | -          | -          | 1:39,346   | 6      | 6      |
| Männer                                                            |            |            |         |            |            |            |        |        |
| Filip Šváb                                                        | K1 200 m   | 0:35,601   | 2       | 0:35,179   | 3          | 0:36,757   | 8      | 8      |
| Josef Dostál                                                      | K1 1000 m  | 3:38,703   | 3       | 3:25,441   | 3          | 3:31,354   | 6      | 6      |
| Lukáš Trefil                                                      | K1 5000 m  | -          | -       | -          | -          | 20:59,157  | 6      | 6      |
| Patrik Kučera Jakub Špicar                                        | K2 1000 m  | 3:17,188   | 3       | -          | -          | 3:17,697   | 8      | 8      |
| Josef Dostál Daniel Havel Jan Štěrba Lukáš Trefil                 | K4 1000 m  | 2:51,332   | 3       | -          | -          | 3:08,885   | 4      | 4      |
| Martin Fuksa                                                      | C1 200 m   | 0:39,778   | 3       | 0:38,658   | 3          | 0:40,188   | 3      | Bronze |
| Martin Fuksa                                                      | C1 1000 m  | 3:57,523   | 1       | -          | -          | 3:51,110   | 2      | Silber |
| Filip Dvořák Jaroslav Radoň                                       | C2 1000 m  | 3:38,632   | 4       | 3:28,757   | 1          | 3:36,091   | 6      | 6      |

## Karate
| Athleten         | Wettbewerb | Gruppenphase         | Gruppenphase | Halbfinale | Halbfinale | Finale/Kampf um Bronze | Finale/Kampf um Bronze | Rang |
| Athleten         | Wettbewerb | Gegner               | Ergebnis     | Gegner     | Ergebnis   | Gegner                 | Ergebnis               | Rang |
| ---------------- | ---------- | -------------------- | ------------ | ---------- | ---------- | ---------------------- | ---------------------- | ---- |
| Frauen           |            |                      |              |            |            |                        |                        |      |
| Veronika Mišková | Kata       | Sandy Scordo         | 2:3          | –          | –          | –                      | –                      |      |
| Veronika Mišková | Kata       | Karen Dolphin        | 5:0          | –          | –          | –                      | –                      |      |
| Veronika Mišková | Kata       | Sandra Sánchez Jaime | 0:5          | –          | –          | –                      | –                      |      |

## Radsport

### BMX
| Athleten          | Wettbewerb | Qualifikation | Qualifikation | Viertelfinale | Viertelfinale | Halbfinale | Halbfinale | Finale     | Finale | Rang   |
| Athleten          | Wettbewerb | Zeit          | Rang          | Punkte        | Rang          | Zeit       | Rang       | Zeit       | Rang   | Rang   |
| ----------------- | ---------- | ------------- | ------------- | ------------- | ------------- | ---------- | ---------- | ---------- | ------ | ------ |
| Frauen            |            |               |               |               |               |            |            |            |        |        |
| Aneta Hladíková   | Race       | 37,352 s      | 2             | 12            | 4             | –          | –          | 37,891 s   | 3      | Bronze |
| Romana Labounková | Race       | 37,699 s      | 4             | 9             | 3             | –          | –          | 1:23,187 s | 8      | 8      |
| Männer            |            |               |               |               |               |            |            |            |        |        |
| Jan Švub          | Race       | 33,899 s      | 11            | 16            | 5             | –          | –          | –          | –      |        |

### Mountainbike
| Athleten         | Wettbewerb    | Zeit (h) | Rang |
| ---------------- | ------------- | -------- | ---- |
| Frauen           |               |          |      |
| Tereza Huříková  | Cross-Country | 1:37:31  | 10   |
| Barbora Průdková | Cross-Country | 1:39:56  | 13   |
| Männer           |               |          |      |
| Ondřej Cink      | Cross-Country | 1:43:38  | 5    |

### Straße
| Athleten         | Wettbewerb      | Zeit                 | Rang                 |
| ---------------- | --------------- | -------------------- | -------------------- |
| Frauen           |                 |                      |                      |
| Zuzana Neckářová | Einzelzeitfahrt | 36:42,48             | 27                   |
| Barbora Průdková | Straßenrennen   | 3:34:09              | 39                   |
| Männer           |                 |                      |                      |
| Josef Černý      | Straßenrennen   | 5:42:25              | 53                   |
| Josef Černý      | Einzelzeitfahrt | 1:07:28,61           | 31                   |
| Alois Kaňkovský  | Straßenrennen   | Rennen nicht beendet | Rennen nicht beendet |
| Michal Schlegel  | Straßenrennen   | Rennen nicht beendet | Rennen nicht beendet |
| Daniel Turek     | Straßenrennen   | 5:42:25              | 51                   |
| Daniel Turek     | Einzelzeitfahrt | 1:04:46,28           | 22                   |
| Petr Vakoč       | Straßenrennen   | 5:27:25              | Bronze               |

## Ringen
| Athleten                         | Wettbewerb       | 1. Runde            | 1. Runde | Achtelfinale      | Achtelfinale | Viertelfinale   | Viertelfinale | Halbfinale | Halbfinale | Hoffnungsrunde Viertelfinale | Hoffnungsrunde Viertelfinale | Hoffnungsrunde Halbfinale | Hoffnungsrunde Halbfinale | Hoffnungsrunde Finale | Hoffnungsrunde Finale | Finale | Finale   | Rang |
| Athleten                         | Wettbewerb       | Gegner              | Ergebnis | Gegner            | Ergebnis     | Gegner          | Ergebnis      | Gegner     | Ergebnis   | Gegner                       | Ergebnis                     | Gegner                    | Ergebnis                  | Gegner                | Ergebnis              | Gegner | Ergebnis | Rang |
| -------------------------------- | ---------------- | ------------------- | -------- | ----------------- | ------------ | --------------- | ------------- | ---------- | ---------- | ---------------------------- | ---------------------------- | ------------------------- | ------------------------- | --------------------- | --------------------- | ------ | -------- | ---- |
| Freistil Frauen                  |                  |                     |          |                   |              |                 |               |            |            |                              |                              |                           |                           |                       |                       |        |          |      |
| Lenka Hocková                    | Klasse bis 53 kg | Tiina Ylinen        | 1:3      | –                 | –            | –               | –             | –          | –          | –                            | –                            | –                         | –                         | –                     | –                     | –      | –        |      |
| Adéla Hanzlíčková                | Klasse bis 63 kg | –                   | –        | Gabriella Sleisz  | 5:0          | Henna Johansson | 0:5           | –          | –          | –                            | –                            | –                         | –                         | –                     | –                     | –      | –        |      |
| griechisch-römischer Stil Männer |                  |                     |          |                   |              |                 |               |            |            |                              |                              |                           |                           |                       |                       |        |          |      |
| Michal Novák                     | Klasse bis 59 kg | Deniz Menekse       | 0:5      | –                 | –            | –               | –             | –          | –          | –                            | –                            | –                         | –                         | –                     | –                     | –      | –        |      |
| Matouš Morbitzer                 | Klasse bis 66 kg | –                   | –        | Michail Sjamjonau | 0:4          | –               | –             | –          | –          | –                            | –                            | –                         | –                         | –                     | –                     | –      | –        |      |
| Tomáš Sobecký                    | Klasse bis 71 kg | –                   | –        | Svilen Kostadinov | 0:4          | –               | –             | –          | –          | –                            | –                            | –                         | –                         | –                     | –                     | –      | –        |      |
| Petr Novák                       | Klasse bis 75 kg | Surab Datunaschwili | 1:3      | –                 | –            | –               | –             | –          | –          | –                            | –                            | –                         | –                         | –                     | –                     | –      | –        |      |
| Pavel Powada                     | Klasse bis 80 kg | Igor Besleaga       | 1:3      | –                 | –            | –               | –             | –          | –          | –                            | –                            | –                         | –                         | –                     | –                     | –      | –        |      |
| Artur Omarov                     | Klasse bis 85 kg | Maksim Manukyan     | 1:3      | –                 | –            | –               | –             | –          | –          | –                            | –                            | –                         | –                         | –                     | –                     | –      | –        |      |
| Freistil Männer                  |                  |                     |          |                   |              |                 |               |            |            |                              |                              |                           |                           |                       |                       |        |          |      |
| Vratislav Chotaš                 | Klasse bis 86 kg | Aliaksandr Hushtyn  | 0:4      | –                 | –            | –               | –             | –          | –          | –                            | –                            | –                         | –                         | –                     | –                     | –      | –        |      |

## Schießen
| Athleten                         | Klasse  | Wettbewerb                           | Qualifikation   | Qualifikation | Halbfinale      | Halbfinale | Finale          | Finale |
| Athleten                         | Klasse  | Wettbewerb                           | Ringe/ Scheiben | Rang          | Ringe/ Scheiben | Rang       | Ringe/ Scheiben | Rang   |
| -------------------------------- | ------- | ------------------------------------ | --------------- | ------------- | --------------- | ---------- | --------------- | ------ |
| Frauen                           |         |                                      |                 |               |                 |            |                 |        |
| Tereza Přibáňová                 | Pistole | Luftpistole 10 m                     | 379             | 18            | –               | –          | –               | –      |
| Tereza Přibáňová                 | Pistole | Sportpistole 25 m                    | 280             | 25            | –               | –          | –               | –      |
| Petra Trdličková                 | Pistole | Sportpistole 25 m                    | 285             | 21            | –               | –          | –               | –      |
| Nikola Mazurová                  | Gewehr  | Luftgewehr 10 m                      | 415,7           | 7             | –               | –          | 101,3           | 7      |
| Nikola Mazurová                  | Gewehr  | Kleinkaliber Dreistellungskampf 50 m | 577             | 13            | –               | –          | –               | –      |
| Adéla Sýkorová                   | Gewehr  | Kleinkaliber Dreistellungskampf 50 m | 572             | 25            | –               | –          | –               | –      |
| Gabriela Vognarová               | Gewehr  | Luftpistole 10 m                     | 413,0           | 15            | –               | –          | –               | –      |
| Libuše Jahodová                  | Flinte  | Skeet                                | 66              | 16            | –               | –          | –               | –      |
| Männer                           |         |                                      |                 |               |                 |            |                 |        |
| Jindřich Dubový                  | Pistole | Luftpistole 10 m                     | 574             | 18            | –               | –          | –               | –      |
| Jindřich Dubový                  | Pistole | Freie Pistole 50 m                   | 550             | 16            | –               | –          | –               | –      |
| Martin Podhráský                 | Pistole | Schnellfeuerpistole 25 m             | 580             | 8             | –               | –          | –               | –      |
| Martin Strnad                    | Pistole | Schnellfeuerpistole 25 m             | 574             | 13            | –               | –          | –               | –      |
| Ondřej Rozsypal                  | Gewehr  | Kleinkaliber liegend 50 m            | 610,6           | 26            | –               | –          | –               | –      |
| David Kostelecký                 | Flinte  | Trap                                 | 119             | 17            | –               | –          | –               | –      |
| Jiří Lipták                      | Flinte  | Trap                                 | 117             | 22            | –               | –          | –               | –      |
| Jan Sychra                       | Flinte  | Skeet                                | 123             | 2             | 14              | 5          | –               | –      |
| Jakub Tomeček                    | Flinte  | Skeet                                | 119             | 16            | –               | –          | –               | –      |
| Mixed                            |         |                                      |                 |               |                 |            |                 |        |
| Tereza Přibáňová Jindřich Dubový | Pistole | Luftpistole 10 m                     | 460             | 17            | –               | –          | –               | –      |
| Libuše Jahodová Jan Sychra       | Flinte  | Skeet                                | 90              | 6             | 16              | 3          | –               | –      |

## Tischtennis
| Athleten                                          | Wettbewerb | 1. Runde      | 1. Runde | 2. Runde           | 2. Runde | Achtelfinale | Achtelfinale | Viertelfinale | Viertelfinale | Halbfinale  | Halbfinale | Finale/Spiel um Platz 3 | Finale/Spiel um Platz 3 | Rang   |
| Athleten                                          | Wettbewerb | Gegner        | Ergebnis | Gegner             | Ergebnis | Gegner       | Ergebnis     | Gegner        | Ergebnis      | Gegner      | Ergebnis   | Gegner                  | Ergebnis                | Rang   |
| ------------------------------------------------- | ---------- | ------------- | -------- | ------------------ | -------- | ------------ | ------------ | ------------- | ------------- | ----------- | ---------- | ----------------------- | ----------------------- | ------ |
| Frauen                                            |            |               |          |                    |          |              |              |               |               |             |            |                         |                         |        |
| Renáta Štrbíková                                  | Einzel     | Louiza Kourea | 4:0      | Shen Yanfei        | 4:2      | Eva Ódorová  | 2:4          | –             | –             | –           | –          | –                       | –                       |        |
| Iveta Vacenovská                                  | Einzel     | –             | –        | Galia Dvorak       | 3:4      | –            | –            | –             | –             | –           | –          | –                       | –                       |        |
| Hana Matelová, Renáta Štrbíková, Iveta Vacenovská | Mannschaft | –             | –        | –                  | –        | Österreich   | 3:1          | Frankreich    | 3:1           | Deutschland | 0:3        | Ukraine                 | 3:1                     | Bronze |
| Männer                                            |            |               |          |                    |          |              |              |               |               |             |            |                         |                         |        |
| Tomáš Konečný                                     | Einzel     | Daniel Kosiba | 3:4      | –                  | –        | –            | –            | –             | –             | –           | –          | –                       | –                       |        |
| Dmitrij Prokopcov                                 | Einzel     | –             | –        | Dimitrij Ovtcharov | 0:4      | –            | –            | –             | –             | –           | –          | –                       | –                       |        |
| Tomáš Konečný, Dmitrij Prokopcov, Tomáš Tregler   | Mannschaft | –             | –        | –                  | –        | Belarus      | 2:3          | –             | –             | –           | –          | –                       | –                       |        |

## Triathlon
| Athleten           | Wettbewerb | Zeit (h) | Rang |
| ------------------ | ---------- | -------- | ---- |
| Frauen             |            |          |      |
| Petra Kuříková     | Einzel     | 2:06:55  | 21   |
| Jitka Šimáková     | Einzel     | 2:01:21  | 30   |
| Männer             |            |          |      |
| František Kubínek  | Einzel     | 1:56:55  | 39   |
| František Linduška | Einzel     | 1:52:01  | 22   |
| Tomáš Svoboda      | Einzel     | 1:54:08  | 33   |

## Turnen

### Aerobic
| Athleten                                                                            | Wettbewerb | Qualifikation | Qualifikation | Finale | Finale | Rang |
| Athleten                                                                            | Wettbewerb | Punkte        | Rang          | Punkte | Rang   | Rang |
| ----------------------------------------------------------------------------------- | ---------- | ------------- | ------------- | ------ | ------ | ---- |
| Monika Geržová Hortová Kateřina Tereza Pekárková Barbora Trombíková Lucie Vidláková | Mannschaft | 18,694        | 8             | –      | –      |      |

### Geräteturnen
| Athletinnen       | Wettbewerb           | Sprung | Sprung | Stufenbarren | Stufenbarren | Boden  | Boden | Schwebebalken | Schwebebalken | Gesamt | Gesamt |
| Athletinnen       | Wettbewerb           | Punkte | Rang   | Punkte       | Rang         | Punkte | Rang  | Punkte        | Rang          | Punkte | Rang   |
| ----------------- | -------------------- | ------ | ------ | ------------ | ------------ | ------ | ----- | ------------- | ------------- | ------ | ------ |
| Frauen            |                      |        |        |              |              |        |       |               |               |        |        |
| Veronika Cenková  | Qualifikation        | –      | –      | 11,366       | 42           | 12,166 | 46    | 12,800        | 24            | 48,932 | 41     |
| Petra Fialová     | Qualifikation        | –      | –      | 11,700       | 38           | –      | –     | 10,400        | 70            | –      | –      |
| Anna-Mária Kányai | Qualifikation        | –      | –      | 11,200       | 47           | 12,566 | 37    | 11,566        | 53            | 48,598 | 43     |
| Mannschaft        | Mehrkampf Mannschaft | 25,866 | 25     | 23,066       | 14           | 24,732 | 15    | 24,366        | 17            | 98,030 | 15     |

| Athleten            | Wettbewerb           | Boden  | Boden | Pauschenpferd | Pauschenpferd | Ringe  | Ringe | Sprung | Sprung | Barren | Barren | Reck   | Reck | Gesamt  | Gesamt |
| Athleten            | Wettbewerb           | Punkte | Rang  | Punkte        | Rang          | Punkte | Rang  | Punkte | Rang   | Punkte | Rang   | Punkte | Rang | Punkte  | Rang   |
| ------------------- | -------------------- | ------ | ----- | ------------- | ------------- | ------ | ----- | ------ | ------ | ------ | ------ | ------ | ---- | ------- | ------ |
| Männer              |                      |        |       |               |               |        |       |        |        |        |        |        |      |         |        |
| David Jessen        | Qualifikation        | 14,000 | 34    | 13,266        | 33            | 12,666 | 57    | –      | –      | 12,533 | 73     | 14,333 | 17   | 80,097  | 40     |
| Martin Konečný      | Qualifikation        | –      | –     | 11,400        | 67            | 12,000 | 69    | –      | –      | 12,900 | 65     | 13,100 | 58   | –       | –      |
| Daniel Radovesnický | Qualifikation        | 12,866 | 65    | 11,833        | 63            | 11,366 | 75    | –      | –      | 12,833 | 70     | 12,433 | 69   | 75,865  | 55     |
| Mannschaft          | Mannschaft Mehrkampf | 26,866 | 22    | 25,099        | 20            | 24,666 | 25    | 27.833 | 18     | 25,733 | 25     | 27,433 | 14   | 157,630 | 22     |

### Trampolin
| Athleten                | Wettbewerb | Qualifikation | Qualifikation | Finale | Finale | Rang |
| Athleten                | Wettbewerb | Punkte        | Rang          | Punkte | Rang   | Rang |
| ----------------------- | ---------- | ------------- | ------------- | ------ | ------ | ---- |
| Männer                  |            |               |               |        |        |      |
| Naim Ashhab             | Einzel     | 99,350        | 15            | -      | -      | 15   |
| Martin Pelc             | Einzel     | 96,695        | 16            | -      | -      | 16   |
| Naim Ashhab Martin Pelc | Synchron   | 82,300        | 5             | 48,700 | 4      | 4    |

## Wassersport

### Schwimmen
Hier fanden Jugendwettbewerbe statt. Bei den Frauen ist das die U17 (Jahrgang 1999) und bei den Männern die U19 (Jahrgang 1997).
| Athleten                                                    | Wettbewerb          | Vorlauf     | Vorlauf | Halbfinale  | Halbfinale | Finale      | Finale | Rang |
| Athleten                                                    | Wettbewerb          | Zeit        | Rang    | Zeit        | Rang       | Zeit        | Rang   | Rang |
| ----------------------------------------------------------- | ------------------- | ----------- | ------- | ----------- | ---------- | ----------- | ------ | ---- |
| Frauen                                                      |                     |             |         |             |            |             |        |      |
| Anna-Marie Benešová                                         | 200 m Freistil      | 2:09,68 min | 45      | -           | -          | -           | -      |      |
| Anna-Marie Benešová                                         | 400 m Freistil      | 4:22,93 min | 15      | -           | -          | -           | -      |      |
| Anna-Marie Benešová                                         | 800 m Freistil      | -           | -       | -           | -          | 9:10,36 min | 15     | 15   |
| Edita Chrápavá                                              | 50 m Brust          | 33,81 s     | 24      | -           | -          | -           | -      |      |
| Edita Chrápavá                                              | 50 m Schmetterling  | 28,95 s     | 34      | -           | -          | -           | -      |      |
| Edita Chrápavá                                              | 100 m Schmetterling | 1:02,33 min | 13      | 1:02,22 min | 11         | -           | -      |      |
| Edita Chrápavá                                              | 200 m Schmetterling | 2:22,04 min | 19      | -           | -          | -           | -      |      |
| Edita Chrápavá                                              | 200 m Lagen         | 2:25,62 min | 28      | -           | -          | -           | -      |      |
| Dominika Geržová                                            | 50 m Freistil       | 27,26 s     | 33      | -           | -          | -           | -      |      |
| Dominika Geržová                                            | 50 m Schmetterling  | 28,47 s     | 26      | -           | -          | -           | -      |      |
| Dominika Geržová                                            | 100 m Schmetterling | 1:02,76 min | 17      | 1:02,29 min | 12         | -           | -      |      |
| Barbora Janíčková                                           | 50 m Rücken         | 30,00 s     | 11      | 30,09 s     | 15         | -           | -      |      |
| Barbora Janíčková                                           | 50 m Schmetterling  | 28,19 s     | 16      | 28,13 s     | 15         | -           | -      |      |
| Barbora Janíčková                                           | 100 m Schmetterling | 1:03,81 min | 26      | -           | -          | -           | -      |      |
| Barbora Seemanová                                           | 50 m Freistil       | 26,60 s     | 10      | 26,55 s     | 13         | -           | -      |      |
| Barbora Seemanová                                           | 100 m Freistil      | 56,94 s     | 7       | 56,47 s     | 5          | 56,85 s     | 4      | 4    |
| Barbora Seemanová                                           | 200 m Freistil      | 2:04,67 min | 13      | 2:02,16 min | 6          | 2:03,07 min | 8      | 8    |
| Michaela Trnková                                            | 50 m Rücken         | 30,78 s     | 31      | -           | -          | -           | -      |      |
| Michaela Trnková                                            | 100 m Rücken        | 1:06,42 min | 29      | -           | -          | -           | -      |      |
| Michaela Trnková                                            | 200 m Rücken        | 2:26,56 min | 29      | -           | -          | -           | -      |      |
| Männer                                                      |                     |             |         |             |            |             |        |      |
| Jakub Březina                                               | 50 m Brust          | 29,16 s     | 16      | 29,17 s     | 16         | -           | -      |      |
| Jakub Březina                                               | 100 m Brust         | 1:07,12 min | 35      | -           | -          | -           | -      |      |
| Tomáš Franta                                                | 50 m Rücken         | 26,37 s     | 10      | 26,57 s     | 11         | -           | -      |      |
| Tomáš Franta                                                | 100 m Rücken        | 56,45 s     | 10      | 55,70 s     | 8          | -           | -      |      |
| Tomáš Franta                                                | 200 m Rücken        | 2:01,64 min | 6       | 2:02,36 min | 9          | -           | -      |      |
| Josef Moser                                                 | 50 m Freistil       | 23,56 s     | 20      | -           | -          | -           | -      |      |
| Josef Moser                                                 | 100 m Freistil      | 51,20 s     | 18      | 51,09 s     | 12         | -           | -      |      |
| Marek Osina                                                 | 50 m Rücken         | 26,54 s     | 13      | 26,73 s     | 14         | -           | -      |      |
| Marek Osina                                                 | 100 m Rücken        | 56,94 s     | 19      | -           | -          | -           | -      |      |
| Marek Osina                                                 | 200 m Lagen         | 2:04,16 min | 9       | 2:03,33 min | 6          | 2:04,57 min | 8      | 8    |
| Marek Osina                                                 | 400 m Lagen         | 4:25,59 min | 6       | -           | -          | 4:25,50 min | 8      | 8    |
| Mixed                                                       |                     |             |         |             |            |             |        |      |
| Edita Chrápavá Barbora Seemanová Jakub Březina Tomáš Franta | 4×100 m Lagen       | 4:05,05 min | 9       | -           | -          | -           | -      |      |

### Synchronschwimmen
Hier fanden Jugendwettbewerbe statt. Im Synchronwettbewerb traten U19 (Jahrgang 1997) Schwimmerinnen an.
| Athletinnen                     | Wettbewerb | Qualifikation – Freie Kür | Qualifikation – Freie Kür | Finale – Freie Kür | Finale – Freie Kür | Rang |
| Athletinnen                     | Wettbewerb | Punkte                    | Rang                      | Punkte             | Rang               | Rang |
| ------------------------------- | ---------- | ------------------------- | ------------------------- | ------------------ | ------------------ | ---- |
| Frauen                          |            |                           |                           |                    |                    |      |
| Marie Vlasáková                 | Solo       | 139,6833                  | 17                        | –                  | –                  |      |
| Šárka Kociánová Marie Vlasáková | Duett      | 138,7145                  | 18                        | –                  | –                  |      |